# Vũ Văn Huyện
Vũ Văn Huyện (sinh ngày 8 tháng 8 năm 1983) là một cựu vận động viên điền kinh người Việt Nam. Anh nổi tiếng và dành phần lớn sự nghiệp thi đấu ở nội dung mười môn phối hợp (decathlon). Vào giai đoạn cuối sự nghiệp, anh chuyển sang tập trung thi đấu nội dung nhảy sào và đã từng hai lần phá kỷ lục quốc gia tại nội dung này với các mức xà 4,85 m và 4,90 m. Hiện nay, anh tiếp tục làm công tác huấn luyện viên điền kinh tại Trung tâm Thể dục Thể thao Quân đội. Tính đến hết năm 2019, anh đang mang quân hàm là Thiếu tá chuyên nghiệp.

## Tiểu sử
Vũ Văn Huyện sinh năm 1983 trong một gia đình có 4 anh chị em ở làng An Xá, xã Tân Trào, huyện Ninh Thanh, tỉnh Hải Hưng, Bắc Bộ. Hiện nay là Tân Trào, Thanh Miện, Hải Dương. Một xã nằm ở phía Tây của tỉnh và giáp với huyện Ân Thi, tỉnh Hưng Yên qua sông Cửu An.

## Sự nghiệp
Cơ duyên đến với nghiệp điền kinh xuất hiện khi anh đang theo học Trung học phổ thông. Trong một lần thi điền kinh cấp tỉnh năm lớp 11, nhờ màn thi đấu ấn tượng, anh lọt vào mắt xanh của HLV Nguyễn Đức Nguyên của Đoàn điền kinh Quân đội. Sau đó, Vũ Văn Huyện cùng thầy lên Hà Nội tập luyện tại Trung tâm Thể dục Thể thao Quân đội của Cục Quân huấn, Bộ Tổng Tham mưu. Suốt hơn 2 năm tập luyện chuyên sâu ở nội dung nhảy xa, thầy Nguyễn Đức Nguyên phát hiện tố chất điền kinh trong con người Huyện ở rất nhiều nội dung khác nhau: từ nhảy xa, nhảy cao đến nhảy sào, chạy và cả các môn ném, đẩy,... Tháng 3 năm 2004, anh được gọi lên tập trung đội tuyển quốc gia, ở đây anh tập luyện ở nội dung mười môn phối hợp với sự hướng dẫn của chuyên gia Podmarev Vadim đến từ Uzbekistan. Từ đó, anh ngày một trưởng thành và trở nên nổi bật hơn các vận động viên trong nước và khu vực. Anh gần như trở thành độc cô cầu bại ở các Giải vô địch quốc gia, Đại hội Thể dục Thể thao toàn quốc và Đại hội Thể thao Đông Nam Á.

### Đại hội Thể thao châu Á
- Tại Asiad 15 diễn ra ở Doha, Qatar: Anh tham dự nội dung mười môn phối hợp nhưng chỉ hoàn thành được 5 môn thi của ngày thi đấu thứ nhất và sau đó đã phải bỏ rở phần thi của mình.
- Bốn năm sau, tại kỳ Asiad 16 diễn ra tại Quảng Châu, Trung Quốc: Anh bước vào giải với tâm thế đang là kỷ lục gia SEA Games, anh đã xuất sắc giành được một huy chương đồng ở nội dung mười môn phối hợp với thành tích 7.755 điểm. Tính đến hết kỳ Asiad lần thứ 18 diễn ra năm 2018, đây vẫn là chiếc huy chương đầu tiên và duy nhất mà các nam vận động viên điền kinh Việt Nam giành được tại đấu trường Á vận hội.

Thành tích tại Asiad 16:
| Ngày thi đấu đầu tiên | Ngày thi đấu đầu tiên | Ngày thi đấu đầu tiên | Ngày thi đấu đầu tiên | Ngày thi đấu đầu tiên | Ngày thi đấu thứ hai | Ngày thi đấu thứ hai | Ngày thi đấu thứ hai | Ngày thi đấu thứ hai | Ngày thi đấu thứ hai |
| 100 m (gió)           | Nhảy xa (gió)         | Đẩy tạ                | Nhảy cao              | 400 m                 | 110 m vượt rào (gió) | Ném đĩa              | Nhảy sào             | Ném lao              | 1500 m               |
| --------------------- | --------------------- | --------------------- | --------------------- | --------------------- | -------------------- | -------------------- | -------------------- | -------------------- | -------------------- |
| 10,76 s (+1,6 m/s)    | 7,16 m (+0.7 m/s)     | 11,80 m               | 1,97 m                | 48,93 s               | 15,13 s (+1,3 m/s)   | 41,36 m              | 4,70 m               | 55,14 m              | 4:30.20              |

### Đại hội Thể thao trong nhà châu Á
Ở kỳ Đại hội lần thứ 3 diễn ra năm 2009, ở giải năm đó Hà Nội là thành phố chủ nhà của đại hội. Vũ Văn Huyện đã tham gia tranh tài ở nội dung bảy môn phối hợp (heptathlon) và anh đã giành được huy chương đồng.

### Giải điền kinh vô địch châu Á
Anh từng hai lần tham dự Giải điền kinh vô địch châu Á (Asian Athletics Championships) vào năm 2005 ở Incheon, Hàn Quốc và 2011 ở Kobe, Nhật Bản nhưng đều không thể hoàn thành phần thi của mình.

### SEA Games
Anh từng 4 lần liên tiếp giành huy chương vàng ở SEA Games nội dung mười môn phối hợp. Bắt đầu từ kỳ SEA Games 23 ở Philippines đến kỳ thứ 26 ở Indonesia. Trong số 4 lần giành vàng, thì chiếc huy chương vàng thứ 3 ở Lào năm 2009 là một kỷ lục SEA Games mà đến hết kỳ SEA Games 29 vẫn chưa bị vận động viên nào phá vỡ. Với những thành tích đáng khen ngợi đó ở đấu trường SEA Games, đặc biệt lại ở trong nội dung khó khăn bậc nhất của môn điền kinh nên truyền thông và người hâm mộ Việt Nam thường gắn thêm những biệt danh như Siêu nhân hay Người thép khi nhắc đến tên anh.

### Chuyên tâm vào nhảy sào
- Sau kỳ SEA Games 26 thành công, anh phải chia tay chuyên gia P.Vadim dẫn đến thiếu chuyên gia hướng dẫn trong luyện tập cộng với điều kiện thể lực không còn tốt như trước nên anh chuyển sang chú trọng vào môn nhảy sào, môn thi thứ 8 trong mười môn phối hợp.[1] Sau đó, anh đã giành được 2 huy chương vàng liên tiếp ở Giải điền kinh vô địch quốc gia năm 2012 (mức xà 4,80 m) và 2013 (mức xà 4,90 m).[3][4]
- Tại kỳ SEA Games 27 diễn ra năm 2013, anh cũng tham dự nội dung nhảy sào nhưng không giành được huy chương khi chỉ về thứ 5 chung cuộc với mức xà 4,80 m.

### Tham gia huấn luyện
Tại kỳ SEA Games 28 diễn ra năm 2015, anh tham gia hướng dẫn cho vận động viên Nguyễn Văn Huệ thi đấu ở nội dung mười môn phối hợp. Sau đó, Văn Huệ đã bất ngờ giành huy chương vàng ở nội dung này mặc dù trước khi lên đường Ban Huấn luyện Đội tuyển điền kinh Việt Nam không đặt mục tiêu cao cho Văn Huệ.

## Gia đình
- Ngày 28 tháng 4 năm 2012, Văn Huyện chính thức kết hôn. "Bà xã" của anh cũng là một gương mặt không mấy xa lạ trong làng điền kinh Việt Nam: VĐV chạy vượt rào 100 m Bạch Phương Thảo, cô sinh năm 1988 và quê ở thành phố Nam Định, tỉnh Nam Định. Cô là nhà vô địch 100 m vượt rào tại Đại hội TDTT toàn quốc năm 2010 (lần VI) và từng tham dự SEA Games 26 cùng với Văn Huyện.[6]
- Ngày 8 tháng 4 năm 2013, cô con gái đầu lòng của 2 vận động viên điền kinh quốc gia đã chào đời tại Bắc Ninh. Bé được đặt tên là Vũ Bạch Hà My.
- Đến tháng 7 năm 2013, chàng vận động viên họ Vũ đã tốt nghiệp trường Đại học Thể dục Thể thao Bắc Ninh, khoa chuyên sâu điền kinh. Thời điểm đó, vợ chồng anh cùng cô con gái đáng yêu sống ngay tại trường ở thị xã Từ Sơn (nay là thành phố Từ Sơn, tỉnh Bắc Ninh).[1]